# Dallas-Fort Worth Film Critics Association Awards 2023
La 29ª edizione dei Dallas-Fort Worth Film Critics Association, annunciata il 18 dicembre 2023, ha premiato i migliori film usciti nel corso del 2023.

## Vincitori
A seguire vengono indicati i vincitori, in grassetto.

### Miglior film
1. The Holdovers - Lezioni di vita (The Holdovers), regia di Alexander Payne
2. Oppenheimer, regia di Christopher Nolan
3. Killers of the Flower Moon, regia di Martin Scorsese
4. Povere creature! (Poor Things), regia di Yorgos Lanthimos
5. American Fiction, regia di Cord Jefferson
6. Past Lives, regia di Celine Song
7. Maestro, regia di Bradley Cooper
8. Anatomia di una caduta (Anatomie d'une chute), regia di Justine Triet
9. Barbie, regia di Greta Gerwig
10. May December, regia di Todd Haynes

### Miglior regista
1. Christopher Nolan – Oppenheimer
2. Martin Scorsese – Killers of the Flower Moon
3. Alexander Payne – The Holdovers - Lezioni di vita (The Holdovers)
4. Yorgos Lanthimos – Povere creature! (Poor Things)
5. Celine Song – Past Lives

### Miglior attore
1. Cillian Murphy – Oppenheimer
2. Paul Giamatti – The Holdovers - Lezioni di vita (The Holdovers)
3. Bradley Cooper – Maestro
4. Jeffrey Wright – American Fiction
5. Leonardo DiCaprio – Killers of the Flower Moon ex aequo Colman Domingo – Rustin

### Miglior attrice
1. Lily Gladstone – Killers of the Flower Moon
2. Emma Stone – Povere creature! (Poor Things)
3. Carey Mulligan – Maestro
4. Greta Lee – Past Lives
5. Sandra Huller – Anatomia di una caduta (Anatomie d'une chute)

### Miglior attore non protagonista
1. Robert Downey Jr. – Oppenheimer
2. Charles Melton – May December
3. Robert De Niro – Killers of the Flower Moon
4. Mark Ruffalo – Povere creature! (Poor Things)
5. Dominic Sessa – The Holdovers - Lezioni di vita (The Holdovers)

### Miglior attrice non protagonista
1. Da'Vine Joy Randolph – The Holdovers - Lezioni di vita (The Holdovers)
2. Danielle Brooks – Il colore viola (The Color Purple)
3. Emily Blunt – Oppenheimer
4. Jodie Foster – Nyad - Oltre l'oceano (Nyad)
5. Julianne Moore – May December

### Miglior film in lingua straniera
1. Anatomia di una caduta (Anatomie d'une chute), regia di Justine Triet
2. La zona d'interesse (The Zone of Interest), regia di Jonathan Glazer
3. Il gusto delle cose (La Passion de Dodin Bouffant), regia di Trần Anh Hùng
4. La società della neve (La sociedad de la nieve), regia di J. A. Bayona
5. Foglie al vento (Kuolleet lehdet), regia di Aki Kaurismäki

### Miglior documentario
1. American Symphony, regia di Matthew Heineman
2. 20 Days in Mariupol, regia di Mstyslav Černov
3. Still: A Michael J. Fox Movie, regia di Davis Guggenheim
4. Respiro profondo (The Deepest Breath), regia di Laura McGann
5. The Pigeon Tunnel, regia di Errol Morris

### Miglior film d'animazione
1. Il ragazzo e l'airone (君たちはどう生きるか), regia di Hayao Miyazaki
2. Spider-Man: Across the Spider-Verse, regia di Joaquim Dos Santos, Kemp Powers e Justin K. Thompson

### Miglior fotografia
1. Hoyte van Hoytema – Oppenheimer
2. Rodrigo Prieto – Killers of the Flower Moon

### Miglior sceneggiatura
1. David Hemingson – The Holdovers - Lezioni di vita (The Holdovers)
2. Justine Triet e Arthur Harari – Anatomia di una caduta (Anatomie d'une chute)

### Miglior colonna sonora
1. Robbie Robertson – Killers of the Flower Moon (postumo)
2. Ludwig Göransson – Oppenheimer

### Russell Smith Award
- La zona d'interesse (The Zone of Interest), regia di Jonathan Glazer - per "miglior film indipendente a basso budget o all'avanguardia"